# APINACA
APINACA（N-(1-金刚烷)-1-戊基-1H-吲唑-3-甲酰胺）是一种潜在的大麻素受体激动剂，在黑市上以日本女团“AKB48”的名字销售。此前它从未在科学界或专利文献中被报道过，2012年3月在日本的实验室中作为合成大麻混合烟的原料被识别出来。结构上它类似于专利号为WO 2003/035005（页面存档备份，存于）的大麻素化合物，除了吲唑1位上引入了一条戊烷基链，因而APINACA应属于该专利所涵盖的范围，尽管尚未作为实例得到确认。APINACA于2012年在日本被宣布为非法药物，从2012年7月13日起作为临时类毒品在新西兰被禁止。